# Zherav Island
Zherav Island (englisch; bulgarisch остров Жерав ostrow Scheraw, deutsch ‚Kranichinsel‘) ist eine größtenteils vereiste, in westsüdwest-ostnordöstlicher Ausrichtung 1,71 km lange und 377 m breite Insel in der Gruppe der Wauwermans-Inseln im Wilhelm-Archipel vor der Graham-Küste des Grahamlands auf der Antarktischen Halbinsel. Sie liegt 3,55 km südsüdöstlich von Host Island, 4 km westlich von Brown Island, 194 m nördlich von Kril Island, 7,19 km nordnordwestlich des False Cape Renard und 5,74 km nordöstlich von Mishka Island (Dannebrog-Inseln).
Britische Wissenschaftler kartierten sie 2001. Die bulgarische Kommission für Antarktische Geographische Namen benannte sie 2020 deskriptiv, da ihre Form entfernt an einen Kranich erinnert.